# Hugland
Hugland er en dansk dokumentarfilm fra 2016 instrueret af Andreas Haaning Christiansen.

## Handling
Filmen handler om Lars H.U.G. Filmen byder på unikke optagelser, som skildrer Lars H.U.G.s kreative proces, hans virke som sangskriver og perfektionisme som performer. Filmen er med helt inde i maskinrummet i den et år lange og udmarvende slutspurt for at færdiggøre comebackpladen Ti sekunders stilhed. Den er en skildring af det tætte og opslidende parløb mellem to mennesker: komponisten Lars H.U.G. og arrangør og producer Povl Kristian, som holder sammen på projektet. Et projekt, hvor studiemusikere forventes at arbejde gratis og store dele af teknikerarbejdet udføres af en 20-årig og særdeles udholdende lærling. Filmen er en både varm, humoristisk og hudløs skildring af en ener, som ikke kan klare sig alene.

## Medvirkende
- Lars H.U.G.
- Povl Kristian
- Peter Peter
- Peter Bastian
- Jean Riel